# Климов, Александр Иванович (архитектор)
Алекса́ндр Ива́нович Кли́мов (1841 — 1887) — русский архитектор. Работал в Санкт-Петербурге, строил преимущественно доходные дома.

## Биография
Первоначальное образование получил во 2-й Санкт-Петербургской гимназии. Поступил в Петербургское строительное училище, которое окончил в 1862 году со званием архитекторского помощника и правом на чин X класса. В 1870 году удостоен звания инженер-архитектора.
До 1869 года занимался постройками в Апраксином дворе (после пожара) и частной практикой. В 1869—1883 годах занимал должность архитектора в петербургском городском кредитном обществе. В 1884 году поступил архитектором в главный штаб, но через год из-за потери зрения и паралича вышел в отставку. Скончался в 1887 году слепым в богадельне.

## Проекты и постройки

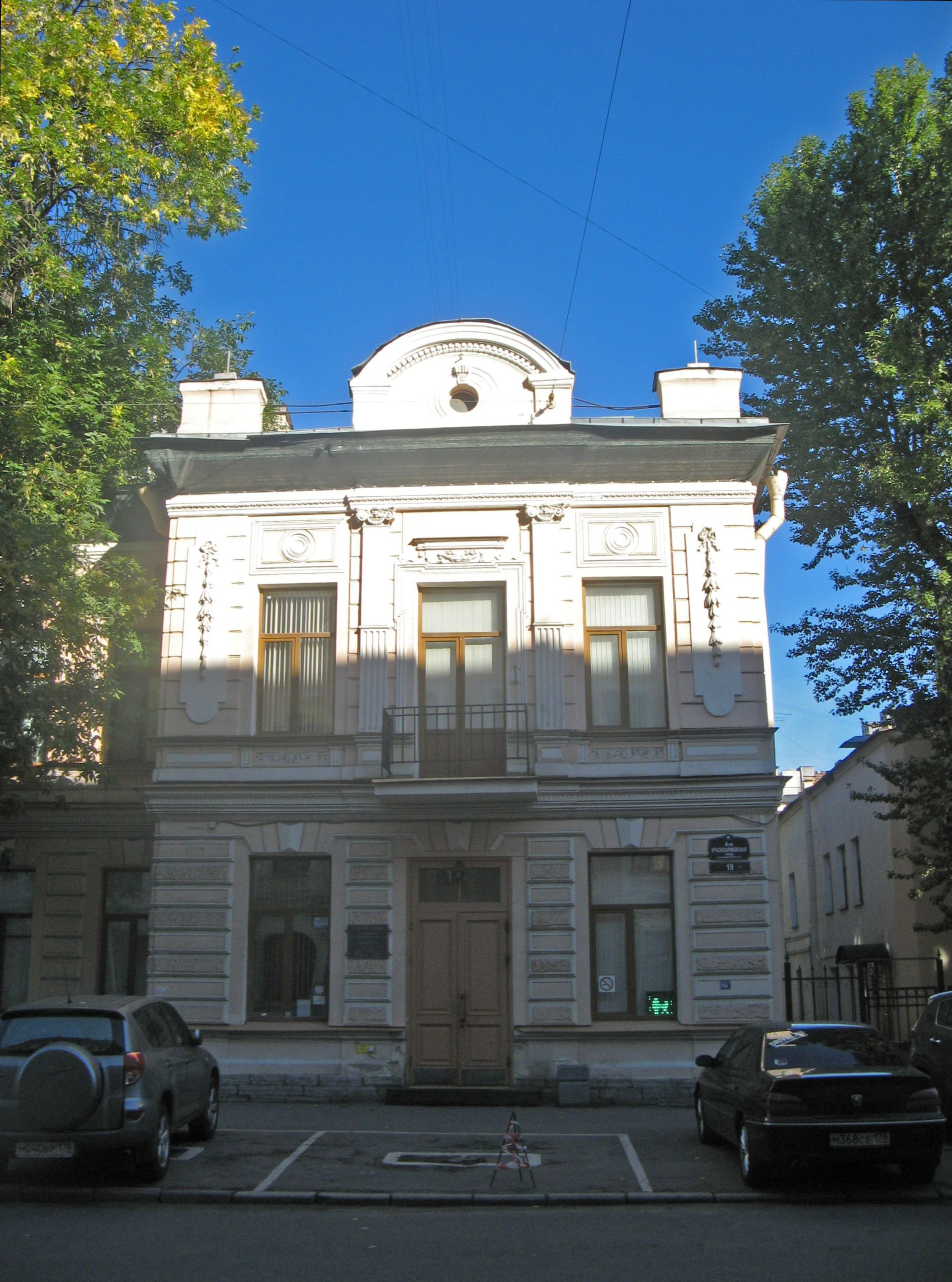
Особняк В. С. Масленникова.
4-я Красноармейская ул., 19 (1874)

- Дом купцов Чесноковых. Невский проспект, 120/1-я Советская улица, 3 (1868)[3]
- Доходный дом. Большая Московская улица, 7 (1871)[4]
- Дом купца Щанкина. Лермонтовский проспект, 26 (1872—1873)[5]
- Доходный дом Н. Г. Рыжкина. Лиговский проспект, 71 (1873)[6]
- Доходный дом. Загородный проспект, 16 (1872—1874)[7]
- Особняк В. С. Масленникова. 4-я Красноармейская улица, 19 (1874)[8]  памятник архитектуры (вновь выявленный объект)[9]
- Доходный дом. улица Жуковского, 8 (1875)[10]
- Доходный дом. 9-я Советская улица, 24 (1875)[11]
- Доходный дом. улица Жуковского, 32 (1877)[12]
- Доходный дом. Разъезжая улица, 36 (1877)[13]
- Доходный дом. Фонарный переулок, 12 (1879)[14]
- Доходный дом. Подольская улица, 31 (1880)[15]
- Доходный дом. Московский проспект, 59 (1880—1881)[16]
- Доходный дом. Невский проспект, 132/2-я Советская улица, 19 (1877—1881)[17][18]
- Доходный дом Г. Х. Гандмана. улица Рылеева, 10 (1881)[19]
- Доходный дом А. И. Климова. Можайская улица, 31 (1881)[20]
- Доходный дом Лишке. Английский проспект, 60/Люблинский переулок, 9 (1882)[21]
- Доходный дом. Дмитровский переулок, 7 (1882)[22]
- Доходный дом А. И. Климова. Садовая улица, 98/Английский проспект, 52/улица Лабутина, 27 (1883)[23]
- Доходный дом В. А. Лытиковой. Садовая улица, 96 (1883—1884, перестройка)[24]
- Доходный дом А. А. Николаева. Невский проспект, 168/Конная улица, 19 (1880)[25]  памятник архитектуры (вновь выявленный объект)[9]